# Fichtenau (Badenia-Wirtembergia)
Fichtenau – miejscowość i gmina w Niemczech, w kraju związkowym Badenia-Wirtembergia, w rejencji Stuttgart, w regionie Heilbronn-Franken, w powiecie Schwäbisch Hall, siedziba związku gmin Fichtenau. Leży ok. 35 km na wschód od Schwäbisch Hall, przy autostradzie A7 i granicy z Bawarią.

## Współpraca

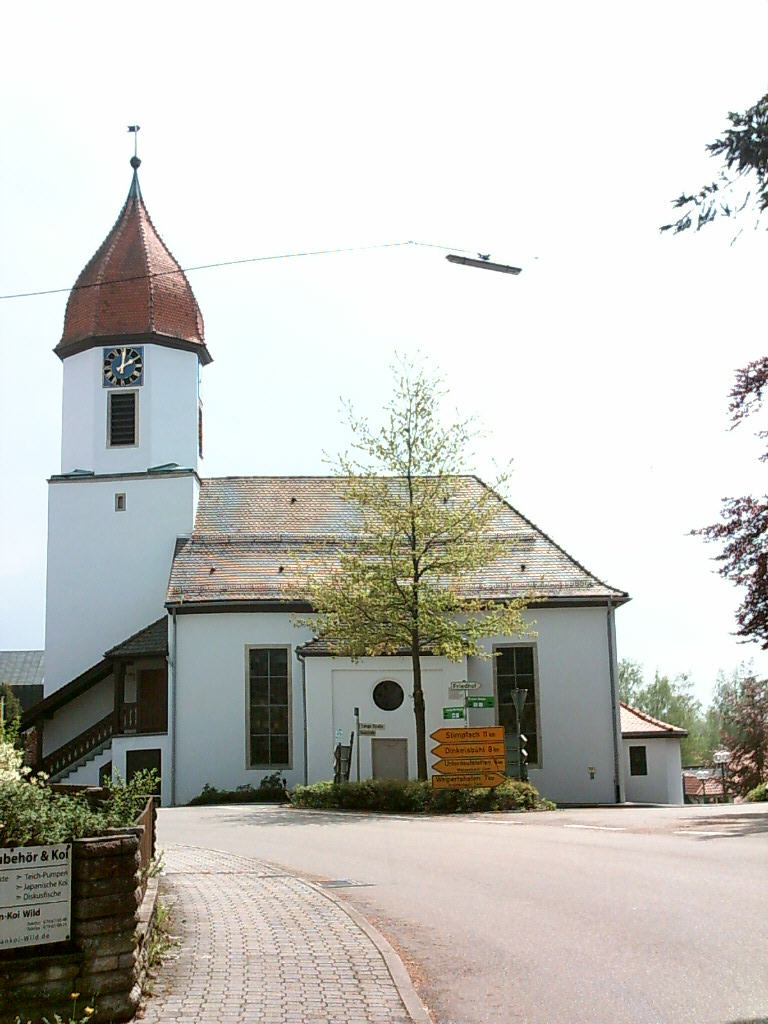
Kościół w dzielnicy Wildenstein

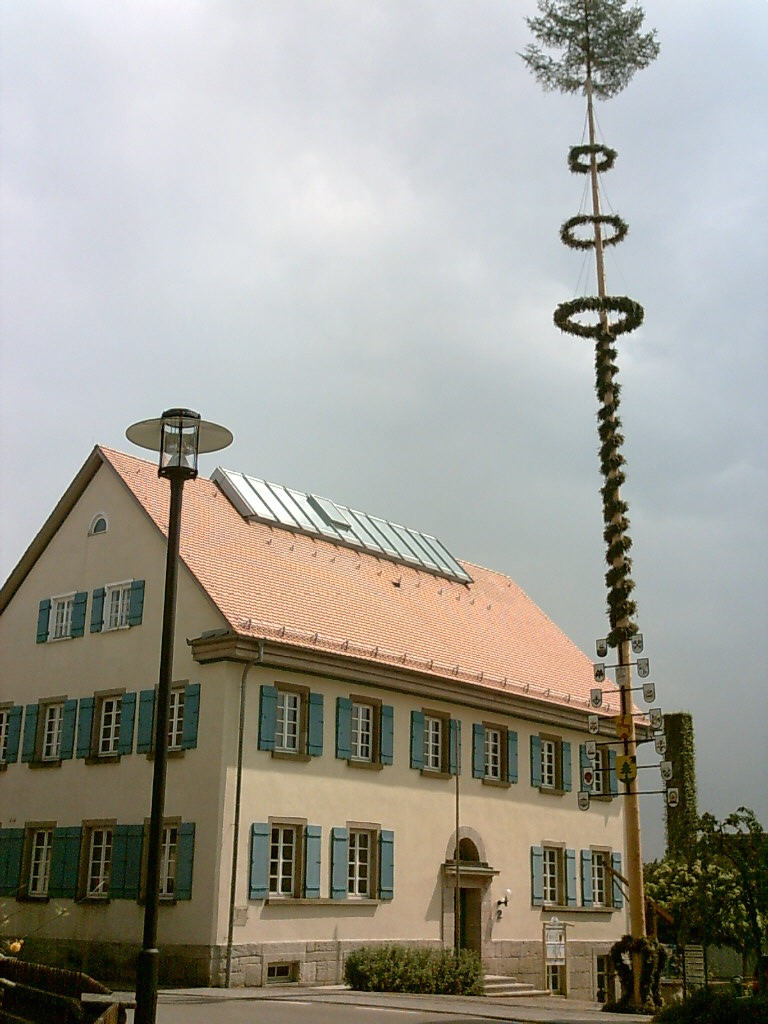
Ratusz w Wildensteinie

Miejscowość partnerska:
- Bad Schandau, Saksonia